# SS Michelangelo
O SS Michelangelo foi um navio de passageiros italiano operado pela Italia di Navigazione e construído pela Gio. Ansaldo & C. em Gênova. Sua construção começou em setembro de 1960 e foi lançado ao mar em setembro de 1962, realizando sua primeira viagem em maio de 1965. Ele e seu irmão SS Raffaello foram umas das últimas embarcações da história a serem construídas especificamente para o serviço transatlântico, servindo nessa função até ser aposentado em 1975. Os dois navios foram comprados pouco depois pelo xá Mohammad Reza Pahlavi do Irã, com planos sendo propostos para revitalizá-los. Entretanto, a Revolução Iraniana acabou com essas ideias e o Michelangelo foi pilhado pelas décadas seguintes até ser finalmente desmontado em 1991 no Paquistão.